# Universitat Estatal de Connecticut Central
La Universitat Estatal de Connecticut Central (en anglès Central Connecticut State University o CCSU) és una universitat estatal situada a New Britain, Connecticut. És la universitat pública amb més antiguitat de Connecticut, i està en tercer lloc si es prenen en compte totes les universitats de Connecticut, havent estat fundada el 1849.

## Escola normal de New Britain
En un començament l'escola va ser fundada com una escola normal (state normal school) per a formar professors, sent la sisena escola normal a ser fundada als Estats Units.